# Вавравские
Вавравские — старинный дворянский род шляхетского происхождения (герба Ястржембец), записанный в VI части род. книги Черниговской губернии.

## Представители рода
Родоначальником был Лукьян Вавравский и его сын Стефан, владевшие поместьями в XVI веке.
В 1659 году польский король Ян II Казимир пожаловал сыну Стефана Ярошу поместье в Черниговском повете.
Сын Яроша — Якуб перешёл из Речи Посполитой в Стародубский полк, где служил войсковым товарищем стародубского казачьего полка. Его сыновья и внуки также продолжали службу в этом полку и были жалованы гетманами за службу имениями.